# Nausicaa (film)
Nausicaa (titlu original: 風の谷のナウシカ, Kaze no Tani no Naushika, cu sensul Nausicaa din Valea Vânturilor) este un film japonez de animație din 1984 regizat de Hayao Miyazaki bazat pe o manga omonimă din 1982. A fost animat de Topcraft pentru Tokuma Shoten și Hakuhodo. Este distribuit de Toei.
Având loc într-o lume post-apocaliptică viitoare, filmul spune povestea lui Nausicaä (Shimamoto), tânăra prințesă a Văii Vântului. Ea ajunge să fie implicată într-o luptă cu Tolmekia, un regat care încearcă să folosească o armă străveche pentru a eradica o junglă plină de uriașe insecte mutante.

## Prezentare
„La o mie de ani după colapsul civilizației industriale, ruinele acoperă planeta. Pământul poluat este acoperit de o pădure gigantică, ce emană vapori toxici. Extinderea acestor pământuri otrăvite amenință însăși existența speciei umane. ”—Începutul filmului
Au trecut o mie de ani de la Cele Șapte zile de Foc, un război apocaliptic care a distrus civilizația și a creat vasta Junglă Toxică, o pădure otrăvitoare plină de insecte mutante uriașe. În regatul Valea Vânturilor, o profeție prezice că va apărea un salvator „îmbrăcat în haină albastră, coborând de pe un câmp de aur”. Nausicaa, prințesa Văii, explorează jungla și comunică cu creaturile ei, inclusiv cu gigantul Ohm blindat, asemănător trilobiților. Ea speră să înțeleagă jungla și să găsească o modalitate prin care ea și oamenii să coexiste.
Într-o zi, în zori, un avion de marfă masiv din regatul Tolmekia se prăbușește în Vale, în ciuda încercării lui Nausicaa de a-l salva. Singura supraviețuitoare, Prințesa Lastelle din Pejite, o imploră pe Nausicaa să distrugă încărcătura și moare. Încărcătura este un embrion al unui Războinic Gigant, una dintre armele biologice umanoide letale și gigantice care au provocat Cele Șapte zile de Foc. Tolmekia, un stat militar, a confiscat embrionul și pe Lastelle din Pejite, dar avionul lor a fost atacat de insecte și s-a prăbușit. Una dintre insecte iese rănită din epavă și se pregătește să atace, dar Nausicaa folosește un fluier pentru a o calma și o îndepărtează de sat.
Curând după aceea, trupele tolmekiene, conduse de Prințesa Kushana, invadează Valea, îl execută pe tatăl lui Nausicaä și capturează embrionul. Înfuriată, Nausicaä atacă și ucide câțiva soldați tolmekieni și este pe cale să fie copleșită când maestrul săbiilor din Vale, Lord Yupa, îi liniștește pe beligeranți. Kushana plănuiește să îl aducă la maturitate pe Războinicul Uriaș și să-l folosească pentru a arde Jungla Toxică. Yupa descoperă o grădină secretă de plante din junglă crescute de Nausicaä; conform descoperirilor ei, plantele care cresc în pământ curat și apă nu sunt toxice, doar solul junglei a fost contaminat de poluare.
Kushana pleacă în capitala tolmekiană cu Nausicaä și cinci ostatici din Vale, dar un avion de atac din Pejite doboară aeronavele tolmekiene care îi transportă. Nausicaa, Kushana și ostaticii se prăbușesc în junglă, tulburând câțiva Ohmi, pe care Nausicaä îi liniștește. Ea pleacă să-l salveze pe pilotul Asbel din Pejite, fratele geamăn al prințesei Lastelle, dar ambii se prăbușesc printr-un strat de nisipuri mișcătoare într-o zonă netoxică de sub Jungla Toxică. Nausicaä își dă seama că plantele din junglă purifică solul poluat, producând apă curată și sol netoxic în subteran.
Nausicaä și Asbel se întorc în Pejite, dar îl găsesc devastat de insecte. O trupă de supraviețuitori explică că au ademenit insectele pentru a-i eradica pe tolmekieni și vor face același lucru în Vale. O capturează pe Nausicaä pentru a o împiedica să avertizeze Valea, dar cu ajutorul lui Asbel, a mamei sale și a unui număr de simpatizanți, Nausicaä scapă cu planorul ei. Zburând spre casă, ea găsește doi soldați din Pejite care folosesc momeală un pui rănit de Ohm pentru a ademeni mii de Ohmi furioși în Vale. Oamenii din Vale se adăpostesc în timp ce tolmekienii desfășoară tancuri și pe Războinicul Uriaș, dar focurile trase de tancuri nu-i opresc pe Ohmi, iar Războinicul Uriaș, eclozat prematur, se dezintegrează după două salve.
Nausicaä eliberează puiul de Ohm și îi câștigă încrederea. Cei doi stau în fața turmei, dar sunt aruncați în aer. Apoi Ohmii se calmează și își folosesc tentaculele aurii pentru a o resuscita. Nausicaä, cu rochia ei udată în albastru de sânge Ohm, merge pe tentaculele aurii Ohm ca pe un câmp de aur, împlinind profeția venirii unui salvator. Ohmii și tolmekienii părăsesc Valea, iar cei din Pejite rămân cu oamenii din Vale, ajutându-i să reconstruiască regatul. Adânc sub jungla toxică, un copăcel netoxic răsare.

## Distribuție
| Personaj                    | Personaj                                 | Actor de voce      | Actor de voce                | Actor de voce  |
| Vers. engleză               | Vers. japoneză                           | Vers. japoneză     | Vers. engleză (Disney, 2005) |                |
| --------------------------- | ---------------------------------------- | ------------------ | ---------------------------- | -------------- |
| Nausicaä                    | Naushika (japoneză ナウシカ)             | Sumi Shimamoto     | Alison Lohman                |                |
| Lord Yupa                   | Yupa Miraruda (japoneză ユパ・ミラルダ)  | Goro Naya          | Patrick Stewart              |                |
| Asbel                       | Asuberu (japoneză アスベル)              | Yōji Matsuda       | Shia LaBeouf                 |                |
| Kushana                     | Kushana (japoneză クシャナ)              | Yoshiko Sakakibara | Uma Thurman                  |                |
| Kurotowa                    | Kurotowa (japoneză クロトワ)             | Iemasa Kayumi      | Chris Sarandon               |                |
| Mito                        | Mito (japoneză ミト)                     | Ichirō Nagai       | Edward James Olmos           |                |
| Obaba                       | Ōbaba (japoneză 大ババ)                  | Hisako Kyōda       | Tress MacNeille              |                |
| Gol                         | Goru (japoneză ゴル)                     | Kōhei Miyauchi     | Frank Welker                 |                |
| King Jihl                   | Jiru (japoneză ジル)                     | Mahito Tsujimura   | Mark Silverman               |                |
| Lastelle                    | Rasuteru (japoneză ラステル)             | Miina Tominaga     | Emily Bauer                  |                |
| Mayor of Pejite             | Pejite shichō (japoneză ペジテ市長)      | Makoto Terada      | Mark Hamill                  |                |
| Asbel and Lastelle's mother | Rasuteru no haha (japoneză ラステルの母) | Akiko Tsuboi       | Jodi Benson                  |                |
| Teto                        | Teto (japoneză テト)                     | Rihoko Yoshida     | Rihoko Yoshida               | Rihoko Yoshida |
| Commando                    | Komando (japoneză コマンド)              | Tetsuo Mizutori    | N/A                          |                |
| Pejite peasant girl         | Pejite no shōjo (japoneză ペジテの少女)  | Takako Ōta         | Ashley Rose Orr              |                |
| Narrator                    | N/A                                      | N/A                | Tony Jay                     |                |